# Carballal (Santiago de Compostela)
Carballal o San Xulián de Carballal (llamada oficialmente San Xulián do Carballal) es una parroquia española del municipio de Santiago de Compostela, en la provincia de La Coruña, Galicia.

## Entidades de población
Entidades de población que forman parte de la parroquia:
- Castiñeira[5] (A Castiñeira Pequena)
- Lamas.[6] En el INE aparece Lamas do Carballal.
- Piñeiro.[7] En el INE aparece Piñeiro do Carballal.
- Quintás[8] (As Quintás)
- Tarrío

## Demografía
| Gráfica de evolución demográfica de Carballal entre 2000 y 2019 |
|                                                                 |
| Datos según el nomenclátor publicado por el INE.                |